# Moskva (križarka)
Gardna raketna križarka Moskva (rusko Москва, »Moskva« [mɐskˈva]), prej Slava (rusko Слава), je bila raketna križarka Ruske vojne mornarice. Izdelana je bila kot prva križarka razreda Atlant, ime pa je dobila po Moskvi. Bila je poveljniška ladja ruske Črnomorske flote, s 510-člansko posadko je Moskva veljala za najmočnejšo vojno ladjo v črnomorski regiji.
Udeležena je bila v vojaških spopadih v Gruziji (2008), na Krimu (2014) in v Siriji (2015). Od februarja 2022 je sodelovala v pomorskih spopadih med rusko invazijo na Ukrajino, dokler se ni 14. aprila 2022 potopila.

## Zgodovina

### KotSlava
Gradnja križarke Slava se je začela leta 1976 na delovišču št. 445 Ladjedelnice Kommunara št. 61 v Mikolajivu, Ukrajinska SSR. Splavljena je bila leta 1979, Sovjetska vojna mornarica pa jo je prejela 30. januarja 1983. Med 18. in 22. novembrom 1986 je ladja obiskala grško pristanišče Pirej.
Slava je odigrala vlogo na Malteškem vrhu (2.–3. december 1989) kjer sta se srečala sovjetski voditelj Mihail Gorbačov in ameriški predsednik George Bush. Uporabljala jo je sovjetska delegacija, medtem ko je imela ameriška delegacija svoje spalne prostore na USS Belknap. Ladje so bile zasidrane ob obali Marsaxlokka. Zaradi nevihtnega vremena in razburkanega morja so bila nekatera srečanja odpovedana ali prestavljena, kar je v mednarodnih medijih povzročilo poimenovanje »Vrh morske bolezni«. Na koncu so srečanja potekala na krovu sovjetske potniške križarke Maksim Gorki, zasidrane v zalivu Marsaxlokk.
Slava se je decembra 1990 vrnila v Mikolajiv na prenovo, ki je trajala do konca leta 1998. 15. maja 1995 je bila ladja uradno preimenovana v Moskvo.

### KotMoskva
Moskva se je aprila 2000 vrnila v aktivno uporabo v Ruski vojni mornarici in je v Črnomorski floti kot poveljniška ladja nadomestila križarko Admiral Golovko projekta 58.
V začetku aprila 2003 je Moskva skupaj s fregato Pitlivi in rušilcem Smetlivi ter amfibijskodesantno ladjo odplula iz Sevastopola na vaje v Indijskem oceanu, ki so potekale skupaj z rušilcema Tihooceanske flote Maršal Šapošnikov in Admiral Panteljejev in Indijsko vojno mornarico. Združeno floto sta logistično podpirala tanker projekta 1559V Ivan Bubnov in oceanski vlačilec projekta 712 Šahtjor.
Moskva je oktobra 2004 obiskala Grand Harbour, Malta, ob tej priložnosti je ansambel Črnomorske flote nastopil na koncertu v Sredozemskem konferenčnem centru v Valletti. V letih 2008 in 2009 je križarka obiskala Sredozemlje in sodelovala na pomorskih vajah z ladjami Severne flote.
Avgusta 2008 je Moskva zagotavljala pomorsko podporo pri rusko-gruzijski vojni. Med kratkim površinskim spopadom je Gruzijska vojna mornarica zadela Moskvo z enim izstrelkom, preden je bila sama uničena. Po tem, ko je Rusija priznala neodvisnost Abhazije, je bila ladja nameščena v abhazijski prestolnici Suhumi.
3. decembra 2009 je bila križarka za mesec dni premeščena na plavajoči dok PD-30 v Sevastopolu kjer je potekal načrtovani redni remont. Ta je vključeval zamenjavo hladilnih in drugih strojev, sanacijska dela na ladijskem dnu in zunanjih armaturah, pogonskih gredi in vijakih, čiščenje in barvanje podvodnih in nadvodnih delov ladijskega trupa.
Aprila 2010 so poročali, da se bo Moskva pridružila vojaškim vajam v Indijskem oceanu, ki bodo potekale z drugimi enotami vojne mornarice. Avgusta 2013 je križarka obiskala Havano na Kubi.
Konec avgusta 2013 je bila Moskva napotena v Sredozemsko morje kot odgovor na kopičenje ameriških vojnih ladij ob obali Sirije. Med Krimsko krizo leta 2014 je Moskva blokirala ukrajinsko floto v jezeru Donuzlav.
17. septembra 2014 je bila Moskva napotena v Sredozemsko morje, kjer je prevzela naloge fregate Pitlivi.
Julija 2015 je Moskva obiskala Luando, da bi okrepila vojaško sodelovanje z Angolo. Od konca septembra 2015, ko je bila v vzhodnem Sredozemlju, je bila križarka zadolžena za zračno obrambo ruske vojaškega letališča Hmejmim, Latakija. 25. novembra 2015, po sestrelitvi ruskega Su-24 leta 2015, so poročali, da bo Moskva, oborožena z raketnim sistemom zemlja-zrak S-300F Fort, nameščena v bližini meje med Sirijo in Turčijo. Leta 2016 jo je v vzhodnem Sredozemskem morju zamenjala sestrska ladja Varjag. Moskva je 22. julija 2016 prejela red Nahimova.
Po vrnitvi iz operacij januarja 2016 bi morali križarko prenoviti in nadgraditi, vendar je zaradi pomanjkanja sredstev njena prihodnost od julija 2018 ostala negotova.
Pozneje so dela stekla in junija 2019 je Moskva zapustila pristanišče Sevastopol, da bi po remontu preizkusila svoje bojne sisteme in glavni pogon.
Februarja 2020 so predstavniki ruske pravoslavne cerkve povedali, da so na ladjo namestili zelo »redko in pomembno« krščansko relikvijo. To naj bi bil del križa, na katerem je bil križan Jezus.
Moskva je 3. julija 2020 zaključila z remontom, ki naj bi ji omogočil, da ostane v uporabi do leta 2040. Prva operativna uporaba križarke po popravilu je bila načrtovana za avgust 2020, vendar se je na prvo odpravo po remontu dejansko začela pripravljati šele februarja 2021. Marca 2021 je sodelovala na mornariških vajah, aprila pa izstrelila raketo P-1000 Vulkan.

### Ruska invazija na Ukrajino 2022
Kot poveljniška ladja ruske Črnomorske flote je sodelovala pri pomorskem boju proti Ukrajini med ruskim napadom na Ukrajino. V tistem času je bila najmočnejše površinsko plovilo v črnomorski regiji.
Februarja 2022 je križarka zapustila Sevastopol z namenom sodelovanja pri operacijah proti Ukrajini. Ladja je bila udeležena v Bitki za Kačji otok skupaj s patruljno ladjo Vasilij Bikov. Moskva je po radiu pozvala otoško garnizijo naj se preda, pri čemer so ji ukrajinski vojaki odgovorili z obsceno frazo. Po tem je Ukrajina izgubila vsak stik s Kačjim otokom, trinajst ukrajinskih vojakov pa je bilo zajetih. Ker je bila križarka zgrajena za pomorski in zračni boj, razen raket Bazalt ni imela raket, specializiranih za napade na kopenske cilje, zato je v glavnem ostala za drugimi ruskimi vojaškimi ladjami in jim zagotavljala zračno kritje.

#### Potopitev
V poznih urah 13. aprila 2022 je svetovalec ukrajinskega predsednika Aleksij Arestovič sporočil, da Moskva gori, guverner Odese Maksim Marčenko pa je trdil, da so ukrajinske sile zadele Moskvo z dvema protiladijskima raketama R-360 Neptun. Rusko obrambno ministrstvo je po drugi strani sporočilo, da je na križarki izbruhnil požar ter povzročil eksplozijo streliva, ladja pa je med vleko v pristanišče potonila v nevihtnem morju.
Radarska slika je pokazala, da je bila ladja približno 80 navtičnih milj (150 km) južno od Odese okoli 19. ure po lokalnem času (GMT+3) kmalu po eksploziji. Dve poročili sta pokazali, da je ladja potonila pred 3. uro zjutraj, 14. aprila.
Moskva je največja ruska vojaška ladja, ki naj bi bila potopljena v boju po drugi svetovni vojni, in prva podobne velikosti po potopitvi ARA General Belgrano med Falklandsko vojno leta 1982.
Po besedah litovskega obrambnega ministra je bilo na krovu 485 članov posadke, od tega 66 častnikov. Povedal je tudi, da se je turška ladja odzvala na klic v sili in ob dveh zjutraj po lokalnem času rešila 54 članov posadke. Rusija je izjavila, da je bil en mornar z Moskve ubit, 27 jih pogrešajo, medtem ko je bilo rešenih 396 članov posadke.
Ladijska razbitina je bila uradno razglašena za podvodno kulturno dediščino Ukrajine.